# Frankenfeld (Baudenbach)
Frankenfeld ist ein Gemeindeteil des Marktes Baudenbach im Landkreis Neustadt an der Aisch-Bad Windsheim (Mittelfranken, Bayern). Die Gemarkung Frankenfeld hat eine Fläche von 2,852 km². Sie ist in 199 Flurstücke aufgeteilt, die eine durchschnittliche Fläche von 14.330,66 m² haben. In ihr liegt neben dem namensgebenden Ort der Kreuzhof.

## Geographie
Das Dorf liegt am Laimbach, der der linke Oberlauf des Ehebachs ist. Gemeindeverbindungsstraßen führen zur Bundesstraße 8 (0,2 km südwestlich) über eine Brücke über den Laimbach, der unweit davon  die Frankenfelder Mühle speist, talaufwärts nach Unterlaimbach zur Kreisstraße NEA 30 (1 km nordwestlich) und talabwärts zur Staatsstraße 2256 bei Baudenbach (2,6 km östlich).

## Geschichte
Der Ort wurde zwischen 1303 und 1317 im Lehenbuch des Hochstifts Würzburg als „Frankenfeld“ erstmals urkundlich erwähnt. Der Ortsname leitet sich vom gleichnamigen Flurnamen ab. Als Franken wurden unter Karl dem Großen speziell die Beamten und Königsbauern bezeichnet, die damals in der Königsmark Laimbach ansässig waren. Später entstand auf den Feldern ein kleines Haufenwegedorf. In diesem Lehenbuch steht, dass dem Ritter Friedrich Kropf vom Hochstift der Zehnte in Frankenfeld aufgetragen wurde. Gerlach von Hohenlohe erhielt im 14. Jahrhundert von Heinz Markolf und später Betzolt Schwarzenberger und dessen Schwestern den Zehnt von „Frankenfelt“. Daneben gab es noch Güter, die Rüdiger von Sugenheim unterstanden. Neben den von Hohenlohe hatten auch die Grafen von Castell Besitz in Frankenfeld. Außerdem gab es Zinsgüter und Untertanen der Klöster Birkenfeld und Münchsteinach sowie einen Untertan des Rittergutes Obersteinbach. Landesherren waren die Fürsten von Schwarzenberg, in deren Territorium der Ort lag.
Von 1797 bis 1810 unterstand der Ort dem Justizamt Dachsbach und Kammeramt Neustadt. Im Jahre 1810 kam Frankenfeld an das Königreich Bayern. Im Rahmen des Gemeindeedikts wurde Frankenfeld dem 1811 gebildeten Steuerdistrikt Baudenbach und 1813 gebildeten Ruralgemeinde Baudenbach zugeordnet. Mit dem Zweiten Gemeindeedikt (1818) entstand die Ruralgemeinde Frankenfeld. Sie war in Verwaltung und Gerichtsbarkeit dem Landgericht Neustadt an der Aisch zugeordnet und in der Finanzverwaltung dem Rentamt Neustadt an der Aisch (1919 in Finanzamt Neustadt an der Aisch umbenannt, seit 1972 Finanzamt Uffenheim). In der freiwilligen Gerichtsbarkeit unterstand ein Anwesen dem Hochgericht Schwarzenberg, ein Anwesen dem Patrimonialgericht Obersteinbach (bis 1848) und ein Anwesen dem Patrimonialgericht Stübach (bis 1848). Ab 1862 gehörte Frankenfeld zum Bezirksamt Neustadt an der Aisch (1939 in Landkreis Neustadt an der Aisch umbenannt). Die Gerichtsbarkeit blieb beim Landgericht Neustadt an der Aisch (1879 in das Amtsgericht Neustadt an der Aisch umgewandelt). Die Gemeinde hatte 1964 eine Gebietsfläche von 2,850 km².
Am 1. Juli 1969 wurde Frankenfeld nach Baudenbach eingemeindet.

### Baudenkmäler
- zu Haus Nr. 9: Scheune mit Quadersockel, Fachwerkaufbau, steiles abgewalmtes Dach mit offenem First; West- und Ostseite verbrettert; innen 3 × 2 Säulen mit Kopfstreben; zweite Hälfte des 17. Jahrhunderts[14]
- Haus Nr. 19: ursprünglich eingeschossiges Frackdachhaus mit Halbwalm, nur Wohnteil erhalten; zweiflügelige Haustür dreifeldrig mit Oberlichte, Felder mit Netzwerk, zweites Viertel des 18. Jahrhunderts, abgerissen[14]
- Grenzstein[15]
- Steinkreuz[15]

von Ludwig Eisen im Laimbach gefunden und von den Frankenfeldern am jetzigen Ort aufgestellt.

### Einwohnerentwicklung
| Jahr      | 1818   | 1840   | 1852   | 1855   | 1861   | 1867   | 1871   | 1875   | 1880   | 1885   | 1890   | 1895   | 1900   | 1905   | 1910   | 1919   | 1925   | 1933   | 1939   | 1946   | 1950   | 1952   | 1961   | 1970   | 1987  |
| Einwohner | 122    | 126    | 122    | 125    | 136    | 133    | 139    | 122    | 127    | 107    | 106    | 106    | 105    | 109    | 117    | 106    | 95     | 98     | 90     | 146    | 147    | 116    | 99     | 67     | 49    |
| Häuser    | 20     | 20     |        |        |        |        | 19     |        |        | 19     | 19     |        | 19     |        |        |        | 18     |        |        |        | 17     |        | 19     |        | 17    |
| Quelle    | [ 17 ] | [ 18 ] | [ 19 ] | [ 19 ] | [ 20 ] | [ 21 ] | [ 22 ] | [ 23 ] | [ 24 ] | [ 25 ] | [ 26 ] | [ 19 ] | [ 27 ] | [ 19 ] | [ 28 ] | [ 19 ] | [ 29 ] | [ 19 ] | [ 19 ] | [ 19 ] | [ 30 ] | [ 19 ] | [ 11 ] | [ 31 ] | [ 2 ] |

## Religion
Der Ort ist seit der Reformation evangelisch-lutherisch geprägt und bis heute nach St. Veit (Unterlaimbach) gepfarrt, die Einwohner römisch-katholischer Konfession sind nach Mariä Himmelfahrt (Ullstadt) gepfarrt.